# Sabine Wudtke
Sabine Wudtke (* 14. September 1969) ist eine deutsche Juristin und Richterin.

## Beruflicher Werdegang
Ab Juni 1997 war Sabine Wudtke Richterin auf Probe im Oberlandesgerichtsbezirk Schleswig. Im August 2002 wechselte sie als Richterin an das Landgericht Itzehoe und war dort auch Pressesprecherin.
Zum 1. Januar 2009 wurde sie Direktorin des Amtsgerichts Itzehoe.
Im Juni 2018 wurde die Juristin Vizepräsidentin am Landgericht Itzehoe. Dort ist sie Vorsitzende Richterin in der 6. Zivilkammer und der 8. Zivilkammer (Kammer für Handelssachen II) sowie Güterichterin (Stand: Januar 2021).
Im November 2020 wählte der Landtag sie zum Mitglied des schleswig-holsteinischen Landesverfassungsgerichts. Ihre Amtszeit dort endet am 31. Dezember 2032.
Seit dem 1. Februar 2023 ist Sabine Wudtke Präsidentin des Landgerichts Itzehoe.

## Verfahren
2015 war Sabine Wudtke als Insolvenzrichterin mit dem Verfahren um die insolvente Windkraftfirma Prokon befasst, die dann in eine Genossenschaft umgewandelt wurde.